# Ercole Porta
Ercole Porta (Bolonya ? - 1585 - 1630) fou un compositor italià del Barroc mestre de capella de San Giovanni in Persicetti de Venècia, i és autor de les obres següents:
- Giardino di spirituali concerti, de 2 a 4 veus (1609);
- Sacro concerto musicale (1620);
- Completorium laetum, a 5 veus (1626);
- Hore di recrazione musicale, d'1 a 5 veus;
- Vaga ghirlanda di soavi ed odorati flori, d'1 a 5 veus.

Va tenir molts alumnes entre ells el perugià anomenat Il Transilvano Gerolamo Diruta.